# Tannenmühle (Teunz)
Tannenmühle ist ein ehemaliger Ortsteil der Gemeinde Teunz im Oberpfälzer Landkreis Schwandorf in Bayern.

## Geographische Lage
Tannenmühle liegt ungefähr 4 km nördlich von Teunz an der Faustnitz.

## Geschichte
Zum Stichtag 23. März 1913 (Osterfest) war Tannenmühle Teil der Pfarrei Teunz und hatte ein Haus und 5 Einwohner.
Am 31. Dezember 1990 hatte Tannenmühle 4 Einwohner und gehörte zur Pfarrei Teunz.